# ペリケイロメネー
『ペリケイロメネー』（希: Περικειρομένη, Perikeiromenē）は、古代ギリシアの作家メナンドロスによるギリシア喜劇の1つ。『髪を切られる女』、『髪を切られた女』等とも。
軍人ポレモーンと愛人グリュケラー、その彼女に惚れている生き別れの双子の兄であるモスキオーン、そんな兄妹を捨てた本当の父親パタイコス、そんな面々が絡みながら、事の真相が明らかになっていく様が描かれる。「髪を切られる（切られた）女」というタイトルは、物語の冒頭で、グリュケラーがモスキオーンに抱擁・接吻されている場面を召使いから伝え聞いたポレモーンが、怒って彼女の髪を切ったことにちなむ。
欠損が激しい。上演年代は分からないが、内容から制作年代は紀元前313年頃と考えられる。

## 日本語訳
- 『ギリシア喜劇全集5』 岩波書店、2009年
- 『ギリシア喜劇全集2』 人文書院、1961年